# Горње Село (Завидовићи)
Горње Село је насељено место у Босни и Херцеговини у општини Завидовићи у Тузланском кантону које административно припада Федерацији Босне и Херцеговине. Према попису становништва из 1991. у насељу је живело 110 становника.

## Становништво
По последњем службеном попису становништва из 1991. године, у насељу Горње Село је живело 110 становника. Сви становници су били Муслимани. Муслимани се данас углавном изјашњавају као Бошњаци.